# Lillgrundet (vid Långö, Karleby)
Lillgrundet är en ö i Finland. Den ligger i sjön Byrkholmsfjärden och i kommunen Karleby i den ekonomiska regionen  Karleby  och landskapet Mellersta Österbotten, i den centrala delen av landet, 400 km norr om huvudstaden Helsingfors. Öns area är omkring 640 kvadratmeter och dess största längd är 60 meter i nord-sydlig riktning.